# Athyrium hirtirachis
Athyrium hirtirachis är en majbräkenväxtart som beskrevs av Ren-Chang Ching och Hsu. Athyrium hirtirachis ingår i släktet Athyrium och familjen Athyriaceae. Inga underarter finns listade.